# Sunday Sunday
"Sunday Sunday" é uma canção escrita por Damon Albarn, Graham Coxon, Alex James e Dave Rowntree, gravada pela banda Blur.
É o terceiro single do segundo álbum de estúdio lançado a 10 de Maio de 1993, Modern Life Is Rubbish.